# Costișata
Costișata – wieś w Rumunii, w okręgu Dymbowica, w gminie Bezdead. W 2011 roku liczyła 253 mieszkańców.